# 华寺清真寺

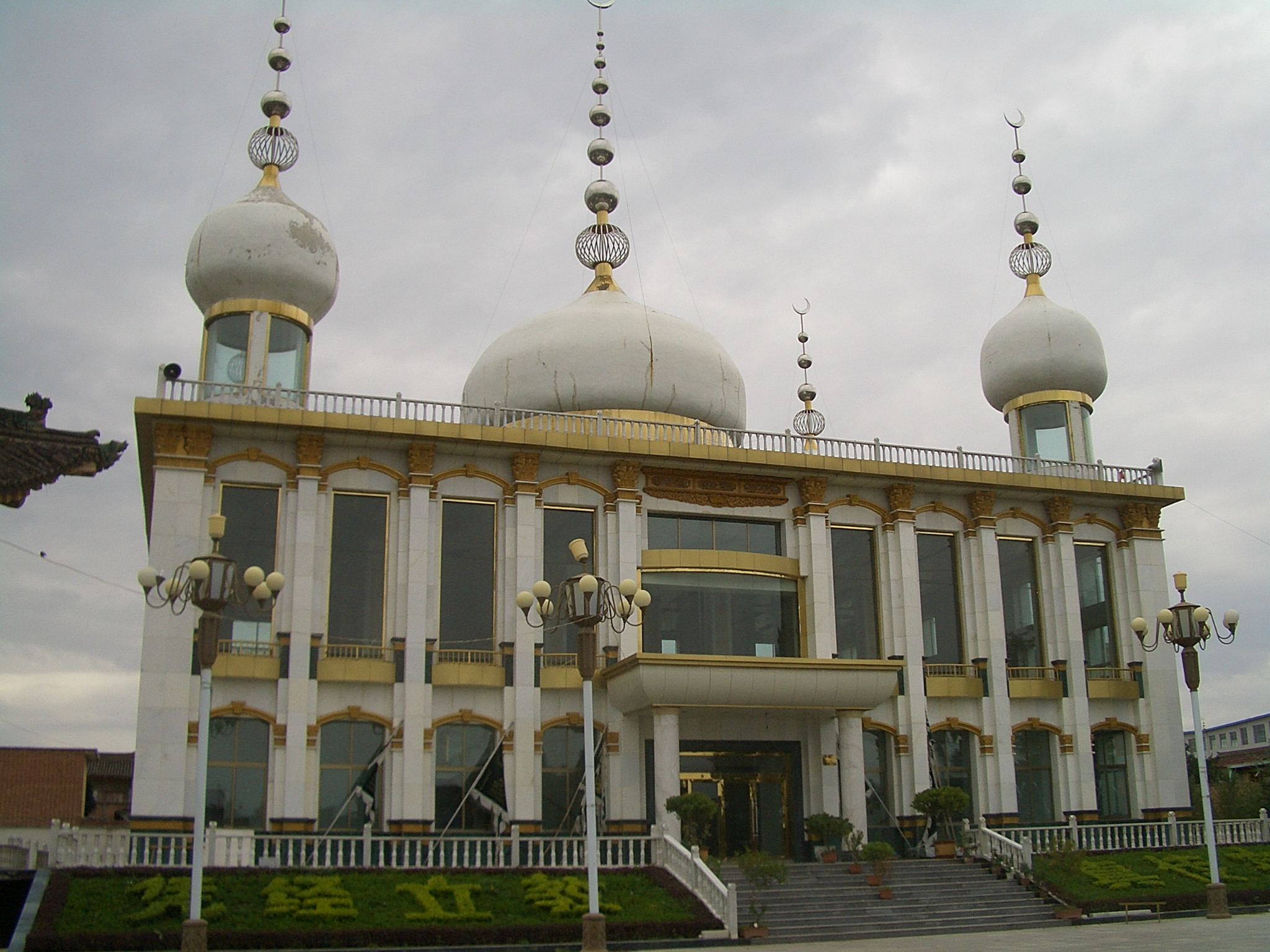
华寺清真寺

华寺清真寺是中国的一家始建于明朝成化帝年间（1465年—1487年）的清真寺，建立在佛寺和宫城的基础上，由住在西凤凰木镇即今甘肃临夏市八坊街道地区的穆斯林所建。1928年毁于纵火。1941年重建后，占地5亩，足以容纳2,000人。